# Ludovico Mzyk

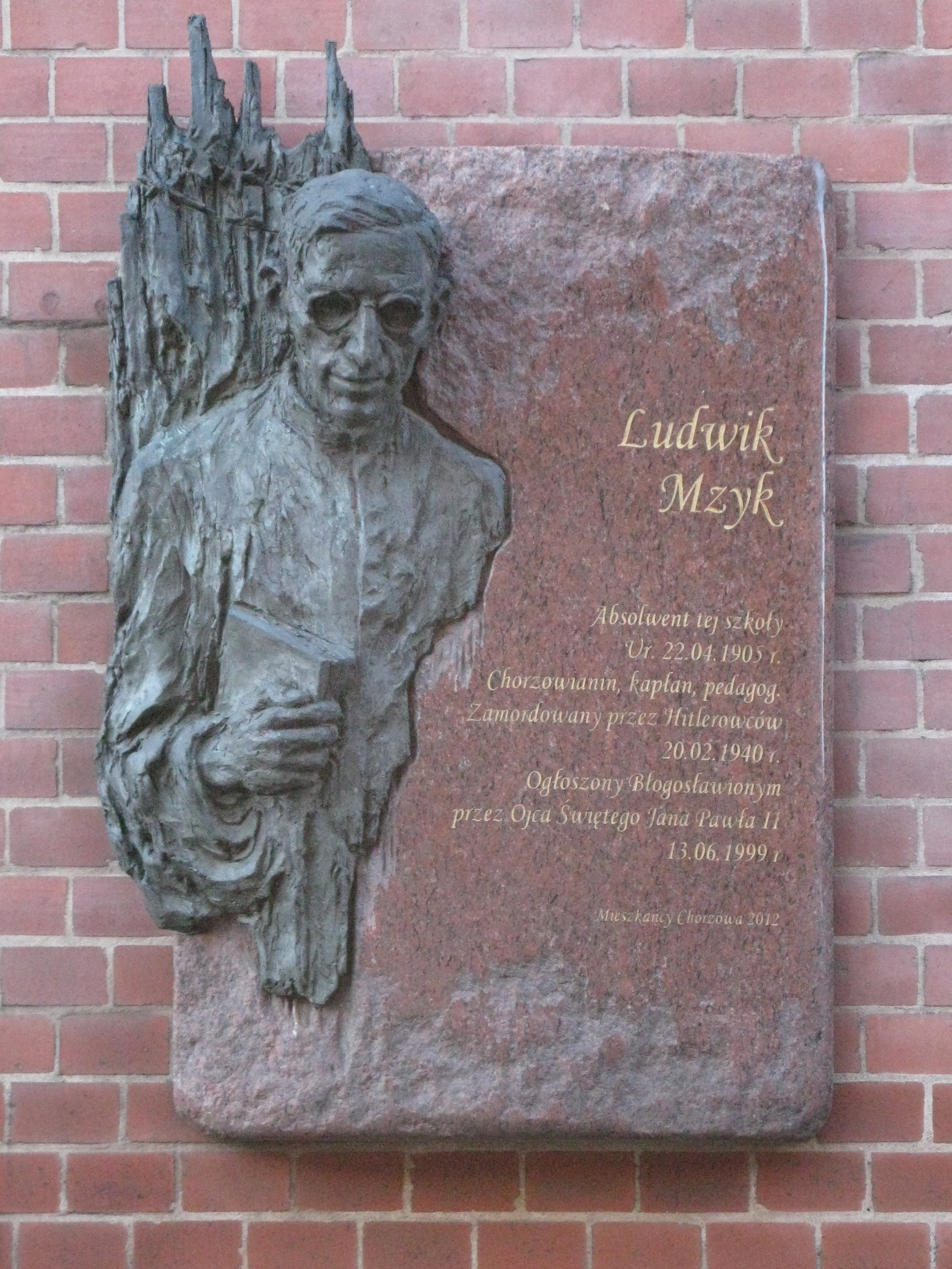
Ludovico Mzyk

Ludovico Mzyk (22 de Abril de 1905 -  Poznan, 20 de Fevereiro de 1940) foi um padre polaco da Congregação do Verbo Divino, beatificado, e que foi preso, torturado e morto pelos nazis por ser católico.